# Шкодин, Пётр Тихонович
Пётр Тихонович Шкодин (1923—1943) — красноармеец Рабоче-крестьянской Красной Армии, участник Великой Отечественной войны, Герой Советского Союза (1943).

## Биография
Родился 25 февраля 1923 года в селе Лопухинка (ныне — Губкинский городской округ Белгородской области). В 1936 году окончил шесть классов школы, после чего работал пастухом в колхозе. В октябре 1941 года был призван на службу в Рабоче-крестьянскую Красную Армию. С 1942 года — на фронтах Великой Отечественной войны. К марту 1943 года гвардии красноармеец Пётр Шкодин был стрелком 78-го стрелкового полка 25-й гвардейской стрелковой дивизии 6-й армии Юго-Западного фронта.
2 марта 1943 года в составе своего взвода, которым командовал лейтенант Широнин, участвовал в отражении контратак немецких танковых и пехотных частей у железнодорожного переезда на южной окраине села Тарановка Змиёвского района Харьковской области Украинской ССР. В том бою он погиб. Похоронен в братской могиле на месте боя.
Указом Президиума Верховного Совета СССР «О присвоении звания Героя Советского Союза начальствующему и рядовому составу Красной Армии» от 18 мая 1943 года за «образцовое выполнение боевых заданий командования на фронте борьбы с немецкими захватчиками и проявленные при этом отвагу и геройство» был удостоен посмертно высокого звания Героя Советского Союза. Также посмертно был награждён орденом Ленина.

## Память
В честь Шкодина названа улица в его родном селе, установлены бюст в Губкине и селе Архангельском Губкинского района.